# مارنی الکسنبورگ
مارنی الکسنبورگ (انگلیسی: Marnie Alexenburg؛ زادهٔ ۳ مهٔ ۱۹۷۲) یک هنرپیشه اهل ایالات متحده آمریکا است. 